# Лаугна
Лаугна (нем. Laugna) — община в Германии, в земле Бавария.
Подчиняется административному округу Швабия. Входит в состав района Диллинген-ан-дер-Донау. Подчиняется управлению Вертинген. Население составляет 1543 человека (на 31 декабря 2010 года). Занимает площадь 27,60 км².